# Einmal Ku’damm und zurück
Einmal Ku’damm und zurück ist ein tragikomischer Spielfilm aus dem Jahr 1983, der die deutsche Teilung zum Thema hat. Er wurde am 18. Januar 1985 erstmals aufgeführt und zwei Jahre später am 29. April 1987 im Fernsehen ausgestrahlt. Der englischsprachige Titel des Films lautet Girl in a Boot.

## Handlung
Ulla, eine junge Angestellte eines volkseigenen Betriebes in Ost-Berlin, verliebt sich in den Chefkoch der Schweizer Botschaft in der DDR, Thomas Stauffer, den sie durch Zufall auf der Straße im Regen kennenlernt. Obwohl Ulla aus beruflichen Gründen keine Westkontakte haben darf, lässt sie sich auf eine Affäre mit ihm ein. Ihre Mutter ermahnt sie zur Vorsicht, und ihr Vater würde es lieber sehen, wenn sie mit Atze zusammen wäre. Mit Diplomatenpass ausgestattet, wechselt der Mitarbeiter der Schweizer Botschaft in seinem Wagen fast unkontrolliert zwischen Ost und West hin und her. Er holt für sie Pizza aus West-Berlin. Ulla, die West-Berlin erst im Rentenalter besuchen könnte, schmuggelt er schließlich im Kofferraum mit über die Grenze zu einem spontan geplante Ausflug zum Kurfürstendamm. Doch ist Ulla beim ersten Mal im Westen gar nicht wohl. Vermeintlich von jedermann sofort als Ostdeutsche erkannt und womöglich sogar von DDR-Spitzeln verfolgt, sowie ohne Westgeld in der Tasche vom dortigen Leben enttäuscht, fühlt sie sich verunsichert und möchte schnellstens zurück über die Grenze. Kaum wieder im Osten angekommen, bereut sie ihre vorschnelle Entscheidung. Also kommt es zu einer erneuten Spritztour, bei der sie die Annehmlichkeiten der westlichen Konsumgesellschaft zu genießen lernt. Trotz des nachdrücklichen Angebots ihres Liebhabers, doch bei ihm im Westen zu bleiben, lehnt sie aus Verbundenheit zu ihrer Familie konsequent ab.
Auf der Rückfahrt ereignet sich ein Verkehrsunfall, bei dem Ulla im Kofferraum liegend durch einen auffahrenden Lastkraftwagen verletzt wird. Sie wird in ein West-Berliner Krankenhaus eingeliefert und ihre vorübergehende Flucht aus der DDR zur Staatsaktion. West- und Ostberliner Behörden sowie der Schweizer Generalkonsul werden aktiv und vermuten dahinter einerseits eine von langer Hand geplante Fluchthilfe- und andererseits eine Spionage-Aktion. Während sich Ulla und Thomas daraufhin nicht mehr sehen dürfen, wird Ullas Vater nach West-Berlin ins Krankenhaus geholt, um Ulla persönlich zur straffreien Rückkehr in die DDR zu bewegen. Als der von Staatskarossen eskortierte Krankenwagen die Klinik Richtung Grenzübergang Bornholmer Straße verlässt, gelingt Thomas ein letzter Blickkontakt und Zuruf zu Ulla durch das Rückfenster.

## Auszeichnungen
Für ihre Hauptrolle erhielt Ursela Monn 1985 den Ernst-Lubitsch-Preis und das Filmband in Gold des Bundesfilmpreises.
Die Deutsche Film- und Medienbewertung (FBW) in Wiesbaden verlieh dem Film das Prädikat „besonders wertvoll“.

## Kritiken
- „(…) nette Unterhaltung mit routinierter Besetzung.“ (Wertung: 1 1⁄2 von 4 möglichen Sternen = mäßig) – Adolf Heinzlmeier und Berndt Schulz in Lexikon Filme im Fernsehen, 1990.[1]

## Wissenswertes
Wenngleich der Film ausschließlich in West-Berlin gedreht werden konnte, ist er ein zeithistorisches Dokument der Teilung Berlins. Das Passieren eines originalen Grenzübergangs wurde mit Teleobjektiv aufgenommen, ferner sind auch Originalanlagen der Berliner Mauer von der Westseite aus zu sehen, z. B. die 1985 gesprengte Versöhnungskirche im Grenzstreifen an der Bernauer Straße. Ebenso werden einige ostdeutsche Filmrequisiten, insbesondere verschiedenste DDR-Kraftfahrzeugtypen, Uniformen und typische Gegenstände des Alltags, verwendet.
Die Premiere des Films fand 1985 im Kino Filmbühne Wien am Ku’damm statt.
Vorbild für den Film war der reale Fall Peter und Christa Gross-Feurich: 1975 wollte der Koch der Schweizer Botschaft in der DDR seine Ost-Berliner Freundin im Kofferraum über die Grenze schmuggeln, wurde aber verraten. Bereits zuvor hatten die beiden ein Wochenende in West-Berlin verbracht.